# Volby do Poslanecké sněmovny Berlína 2016
| Výsledky voleb | Výsledky voleb | Výsledky voleb | Výsledky voleb | Výsledky voleb |
| -------------- | -------------- | -------------- | -------------- | -------------- |
| strana         |                |                |                | hlasy          |
| SPD            | SPD            |                | 21,6 %         | 21,6 %         |
| CDU            | CDU            |                | 17,6 %         | 17,6 %         |
| Linke          | Linke          |                | 15,6 %         | 15,6 %         |
| Zelení         | Zelení         |                | 15,2 %         | 15,2 %         |
| AfD            | AfD            |                | 14,2 %         | 14,2 %         |
| FDP            | FDP            |                | 6,7 %          | 6,7 %          |

Volby do Poslanecké sněmovny Berlína v roce 2016 proběhly 18. září v intervalu od 8.00 do 18.00 hodin místního času. Bylo v nich rozděleno 160 křesel. Poslanecká sněmovna Berlína v sobě spojuje funkci městského zastupitelstva a zemského parlamentu. Volby potvrdily očekávané oslabení v Berlíně i celém Německu vládnoucí velké koalice kancléřky Merkelové, jejíž složky Sociálnědemokratická strana Německa (SPD) a Křesťanskodemokratická unie (CDU) sice skončily na prvních dvou místech, ale ztratily v berlínské sněmovně většinu. Podle očekávání došlo k nástupu Alternativy pro Německo (AfD), návratu Svobodné demokratické strany (FDP) a odchodu berlínských pirátů.

## Volební výsledky
- SPD: 38 mandátů (23.8 %)
- CDU: 31 mandátů (19.4 %)
- Linke: 27 mandátů (16.9 %)
- Zelení: 27 mandátů (16.9 %)
- AfD: 25 mandátů (15.6 %)
- FDP: 12 mandátů (7.5 %)

Sociálnědemokratická SPD opět vyhrála volby, když získala 21,6 % a 38 křesel, oproti minulým volbám v roce 2011 to však znamenalo pokles z 28,3 % a 47 křesel ze 149. Druhá CDU získala 17,6 % a 31 křesel, což je nejhorší berlínský výsledek za celou její existenci (v roce 2011 získala 23,3 % a 39 křesel). Postkomunistická Linke posílila, když získala 15,6 % a 27 křesel (minule 11,7 a 19 křesel), čtvrtí Zelení oslabili se ziskem 15,2 % a 27 křesel (minule 17,6 a 29 křesel). Pátá se do sněmovny nově dostala AfD se 14,2 % hlasů a 25 křesly a poslední parlamentní stranou se znovu stala liberální FDP se 6,7 % a 12 křesly (minule 1,8 %). Berlínští piráti, kteří získali v minulých volbách 8,9 % a 15 křesel, zaznamenali pokles na 1,7 % a sněmovnu po jednom funkčním období opustili.
Pro Alternativu pro Německo hlasovalo přibližně 230 tisíc voličů. Z nich největší část, kolem 64 tisíc, byli dřívější nevoliči. Vládní CDU zaznamenala největší odchod svých voličů k AfD (asi 37 tisíc) a FDP (asi 26 tisíc), naopak k ní přešlo asi 11 tisíc sociálnědemokratických voličů. Od těch odešlo ještě více – 22 tisíc voličů – k AfD a 20 tisíc k Linke, naopak přibylo 8 tisíc dřívějších nevoličů. Linke posílila o 23 tisíc od pirátů, 21 tisíc od Zelených, 20 tisíc od SPD a také o 18 tisíc minulých nevoličů, zatímco 11 tisíc jejích dřívějších voličů odešlo k AfD. Zelené opustilo oněch 21 tisíc voličů k AfD, zatímco přišlo nových 12 tisíc od pirátů. Ti pak zaznamenali voličský odchod všemi směry, nejvíce 23 tisíc k Linke, dále z 19 tisíc se stali nevoliči, 12 tisíc dalo přednost Zeleným a 11 tisíc AfD. Liberální FDP posílili o 26 tisíc dřívějších voličů CDU, o 13 tisíc nevoličů, 10 tisíc sociálnědemokratických a 8 tisíc zelených voličů.

Vítězové po volebních okrscích
Dle přímých hlasů pro kandidáty
Dle hlasů pro kandidující strany

K vytvoření vládní koalice a složení městského senátu se předběžně mluví o koalici SPD, Linke a Zelených.

## Předvolební vývoj a očekávání

Volby v Berlíně od roku 1990

Podle zářijových předvolebních průzkumů se očekávalo, že první dvě místa i přes poměrně velké ztráty obhájí SPD a CDU, které od minulých voleb vládnou ve velké koalici, ztratí však většinu. Dále se očekávalo, že do berlínské sněmovny nově vstoupí AfD a patrně se i navrátí FDP a naopak vypadnou piráti. Předběžné povolební odhady s těmito předpoklady souzněly a sčítání hlasů je potvrdilo.